# ’Cause You Are Young
„’Cause You Are Young” – singel niemieckiej piosenkarki C.C. Catch wydany w 1986 roku przez Hansa Records. Nagranie powstało po komercyjnym sukcesie debiutanckiego singla „I Can Lose My Heart Tonight” i stanowiło kontynuację współpracy wokalistki z Dieterem Bohlenem. Singel okazał się jeszcze większym przebojem niż poprzednik, docierając na 9. miejsce na niemieckiej liście przebojów.

## Lista utworów

### Wydanie na 7"[1]
A. „’Cause You Are Young” – 3:30
B. „One Night’s Not Enough” – 3:22

### Wydanie na 12"[2]
A. „’Cause You Are Young (Maxi-Version)” – 4:55
B. „One Night’s Not Enough (Maxi-Version)” – 5:17
- ’Cause You Are Young (Maxi-Version) ze strony A z wydania na 12" różni się od wersji albumowej tego nagrania – wersja z albumu jest krótsza i kończy się wyraźnym akcentem, zaś wersja z wydania 12" jest dłuższa i zakończona wyciszeniem[3].

## Listy przebojów (1986)
| Państwo                      | Najwyższa pozycja |
| ---------------------------- | ----------------- |
| Austria (Ö3 Austria Top 40)  | 28                |
| Niemcy (Media Control)       | 9                 |
| Szwajcaria (Singles Top 100) | 8                 |

## Autorzy[7]
- Muzyka: Dieter Bohlen
- Autor tekstów: Dieter Bohlen
- Śpiew: C.C. Catch
- Producent: Dieter Bohlen
- Aranżacja: Dieter Bohlen